# Preiner Kálmán
Preiner Kálmán (Pestszenterzsébet, 1921. november 14. – 1999) labdarúgó, fedezet, edző.

## Pályafutása

### Játékosként
1935-ben kezdte a labdarúgást a Pesterzsébeti Juta csapatában. 1943 és 1944 között a Ferencvárosi TC amatőr játékosa volt. 1945–46-ban a Győri ETO, majd 1947-től a Csepel együttesében szerepelt. Tagja volt az 1947–48-as idényben bajnokságot nyert csapatnak. 1955-ös visszavonulásáig 147 bajnoki mérkőzésen lépett pályára.

### Edzőként
1956 és 1965 között a Csepel edzőjeként dolgozott. 1961–62-ben és 1963–65-ben az első csapat vezetőedzője volt. 1966-ban a Diósgyőri VTK vezetőedzője, 1967-ben a magyar ifjúsági és utánpótlás válogatott edzője volt. 1968 és 1971 között a Bp. Honvéd vezetőedzőjeként tevékenykedett. Kispesten egy-egy bajnoki ezüst- és bronzérem illetve két magyar kupadöntő volt edzői pályafutásának legnagyobb sikere. 1971–72 a Pécsi Dózsa, 1972–73-ban ismét a DVTK vezetőedzője volt. 1974 és 1978 között a Volán SC, 1978–79-ben a Kaposvári Rákóczinál, 1979–81-ben a 22. sz. Volán dolgozott, mint vezetőedző. 1981-ben a Volán SC-nél fejezte be edzői pályafutását.

## Sikerei, díjai

### Játékosként
- Magyar bajnokság
  - bajnok: 1947–48

### Edzőként
- Magyar bajnokság
  - 2.: 1969
  - 3.: 1970-tavasz
- Magyar kupa (MNK)
  - döntős: 1968, 1969